# 홍콩 특별행정구 정부
홍콩 특별행정구 정부(중국어: 香港特別行政區政府, 영어: Government of the Hong Kong Special Administrative Region)는 1997년 7월 1일에 영국령 홍콩이 중화인민공화국으로 양도된 후에 수립된 홍콩의 자치 정부이다. 1997년 7월 1일 전 영국령 홍콩의 행정기관에서 홍콩 정부라고 부르기 시작하였다. 홍콩 반환 이후 정부 명칭을 현재의 명칭으로 변경하였다. 또한, 홍콩 기본법에 의거해 대부분의 기존 제도를 그대로 적용하고 있다. 홍콩 정부의 수장은 행정장관이며, 행정장관의 관할 아래 여러 명의 사장(司長)이 각 정부 부처를 책임지고 관리하고 있다.

## 같이 보기
- 중국공산당
- 중화인민공화국 정부
- 마카오 특별행정구 정부
- 분류:홍콩의 정치인